# Вулиця Окружна (Львів)
Вулиця Окружна — вулиця у Франківському районі міста Львова, місцевість Богданівка. Сполучає вулиці вулиці Городоцьку та Кульпарківську, утворюючи перехрестя з вулицями Сулими та Любінською. Прилучається вулиця Зв'язкова.

## Історія
Вулиця виникла у 1920-х роках в межах підміського села Богданівка та у 1928 році отримала свою назву — Окружна. У 1936 році виділено частину вулиці Окружної між вулицями Любінською та Кульпарківською, яка отримала назву вулиця Смуліковського, на честь польського соціалістичного та профспілкового діяча, педагога, віцепрезидента Спілки польських учителів Юліана Смуліковського (1880—1934). Під час німецької окупації у 1943 році, вулицю Окружну перейменували на Вестрінґ III, а вулицю Смуліковського — на Зюдрінг I. У липні 1944 року повернено передвоєнні назви вулиць — Окружна та Смуліковського. І вже у 1946 році вулицю Смуліковського перейменовано на вулицю Духновича, на честь закарпатського греко-католицького священника та культурного діяча Олександра Духновича, а у 1963 році, вулицю Духновича остаточно приєднано до вулиці Окружної, сформувавши таким чином сучасну лінію вулиці.

## Забудова
Вулиця Окружна забудована переважно малоповерховими будівлями та типовими будинками різних епох і стилів: від 1910-х років до сучасності. Будинки № 5, 23, 29, 36, 76, 79 зведені у 1910-х—1930-х роках. Наявні також двоповерхові будівлі 1950-х років, типові чотириповерхові «хрущовки» 1960-х років. На початку вулиці, на розі із вулицею Городоцькою, та на розі з вулицею Кульпарківською, зведено сучасні житлові багатоповерхівки.

## Будинки
№ 29 — двоповерхова вілла початку 1930-х років на розі вулиць Окружної та Сулими. Нині тут міститься бібліотека-філія № 26 ЦБС для дітей.
№ 33 — чотириповерховий житловий будинок, зведений у 1960-х роках. В приміщеннях першого поверху містяться відділення поштового зв'язку № 41, магазини побутової хімії та «Кулінарія», а також майстерня з ремонту одягу та взуття.
№ 43 — триває будівництво ЖК «Окружна Хол». Забудовник — компанія FTP.
№ 53 — одноповерховий садибний будинок, збудований на початку 1920-х років на розі нинішніх вулиць Окружної та Любінської. Від початку 2000-х років стояв пусткою. На його місці у 2020—2021 роках збудована зблокована офісна будівля, де міститься офіс ІТ-компанії «Utech».
№ 57а — шестиповерхова будівля збудована у 1960-х роках, як один з корпусів заводу Львівсільмаш. На першому поверсі містилася їдальня підприємства. З початку 2000-х років будівля використовується як офісний центр.
№ 96 — п'ятиповерховий житловий будинок, збудований у 2012—2013 роках будівельною компанією «Ріел».

Світлини вуличної забудови
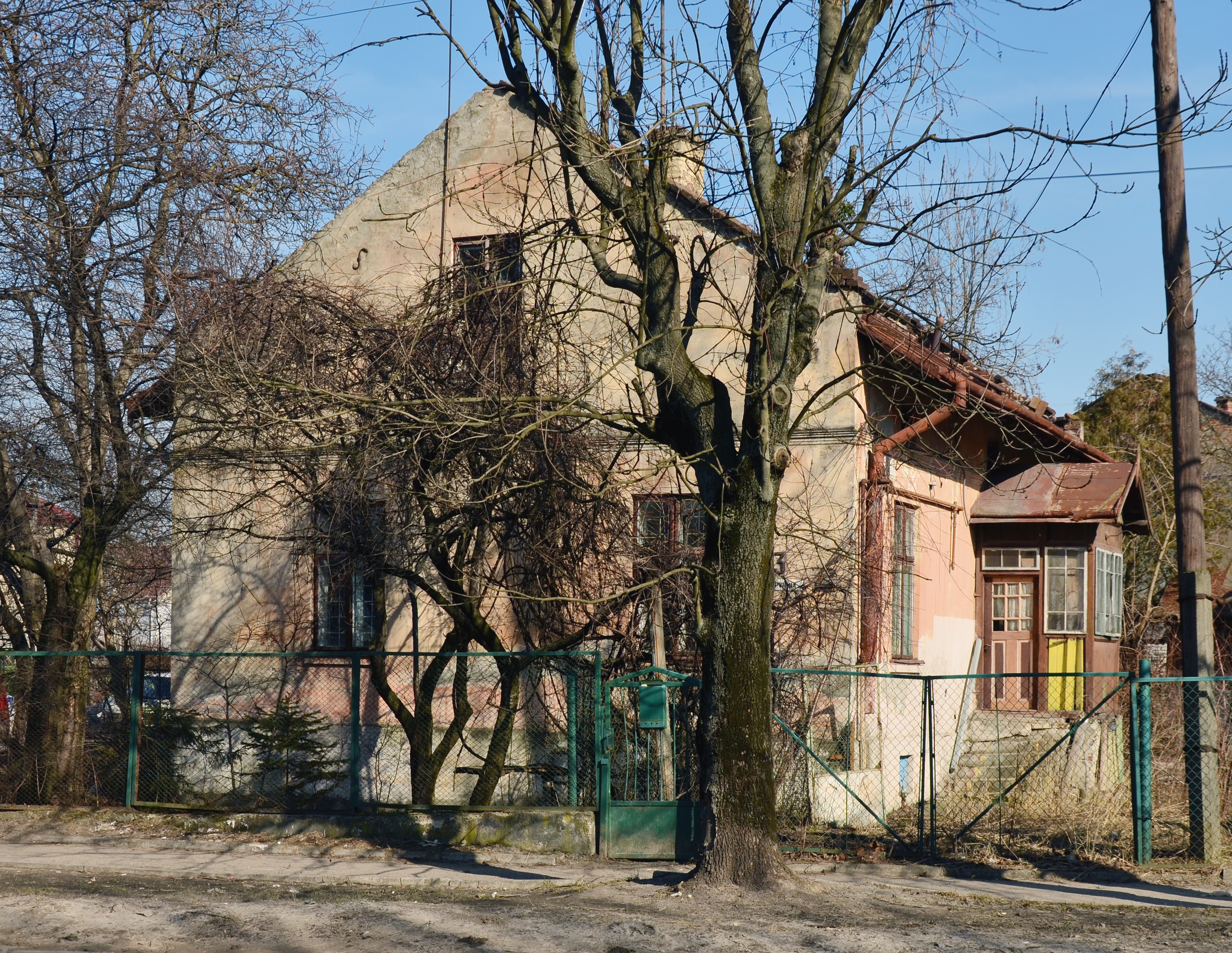
Житловий будинок (вул. Окружна, 53)
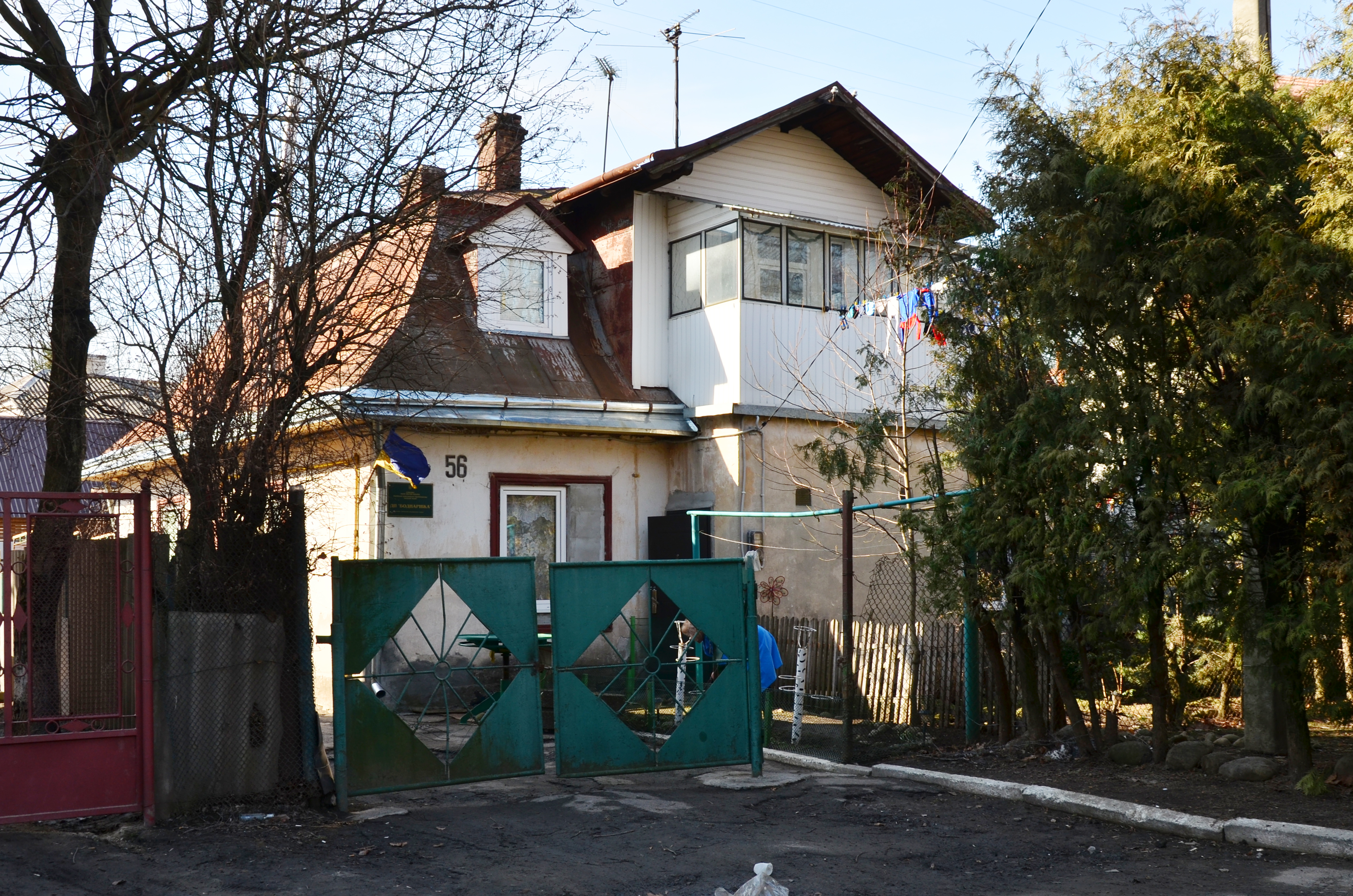
Житловий будинок (вул. Окружна, 56)
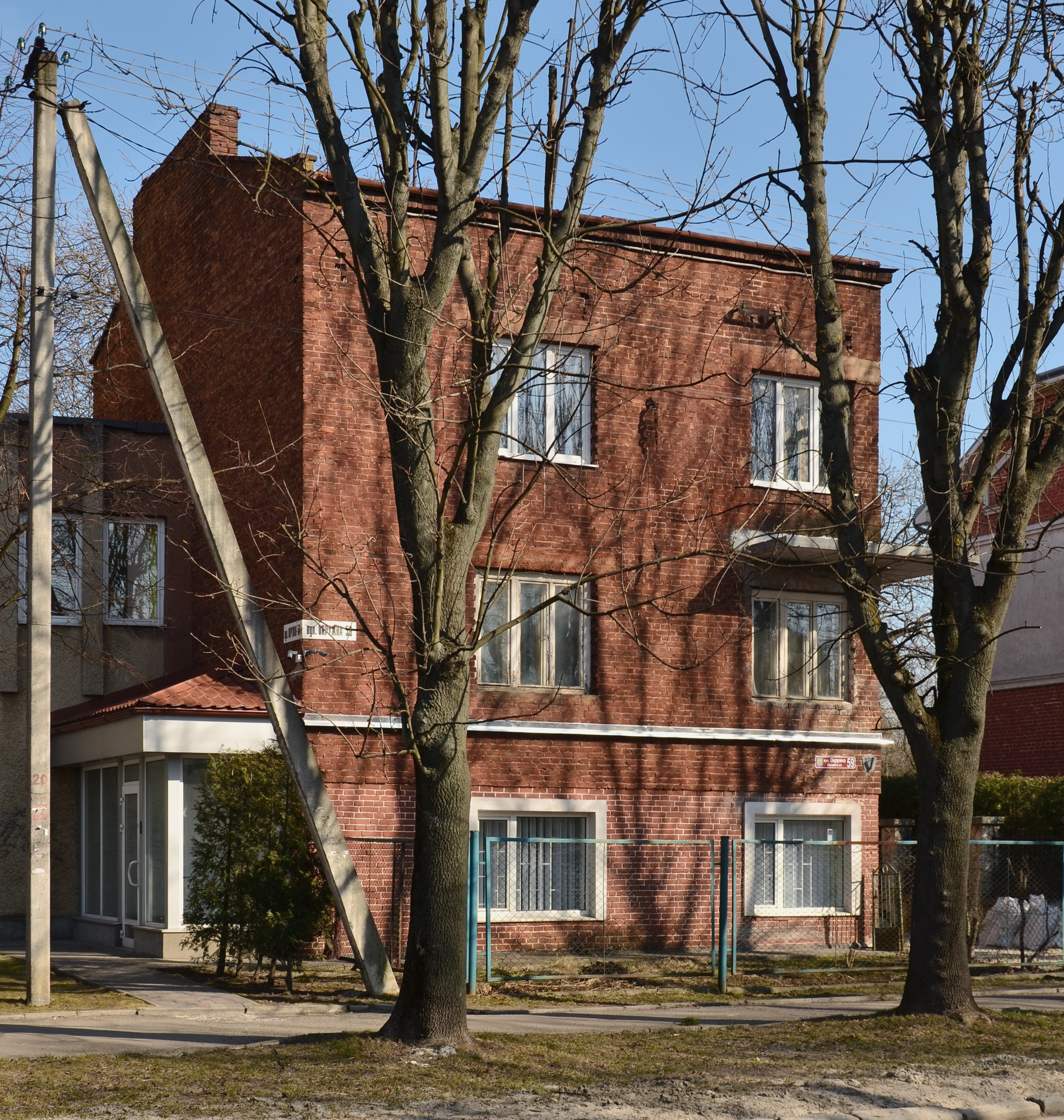
Житловий будинок (вул. Окружна, 59)
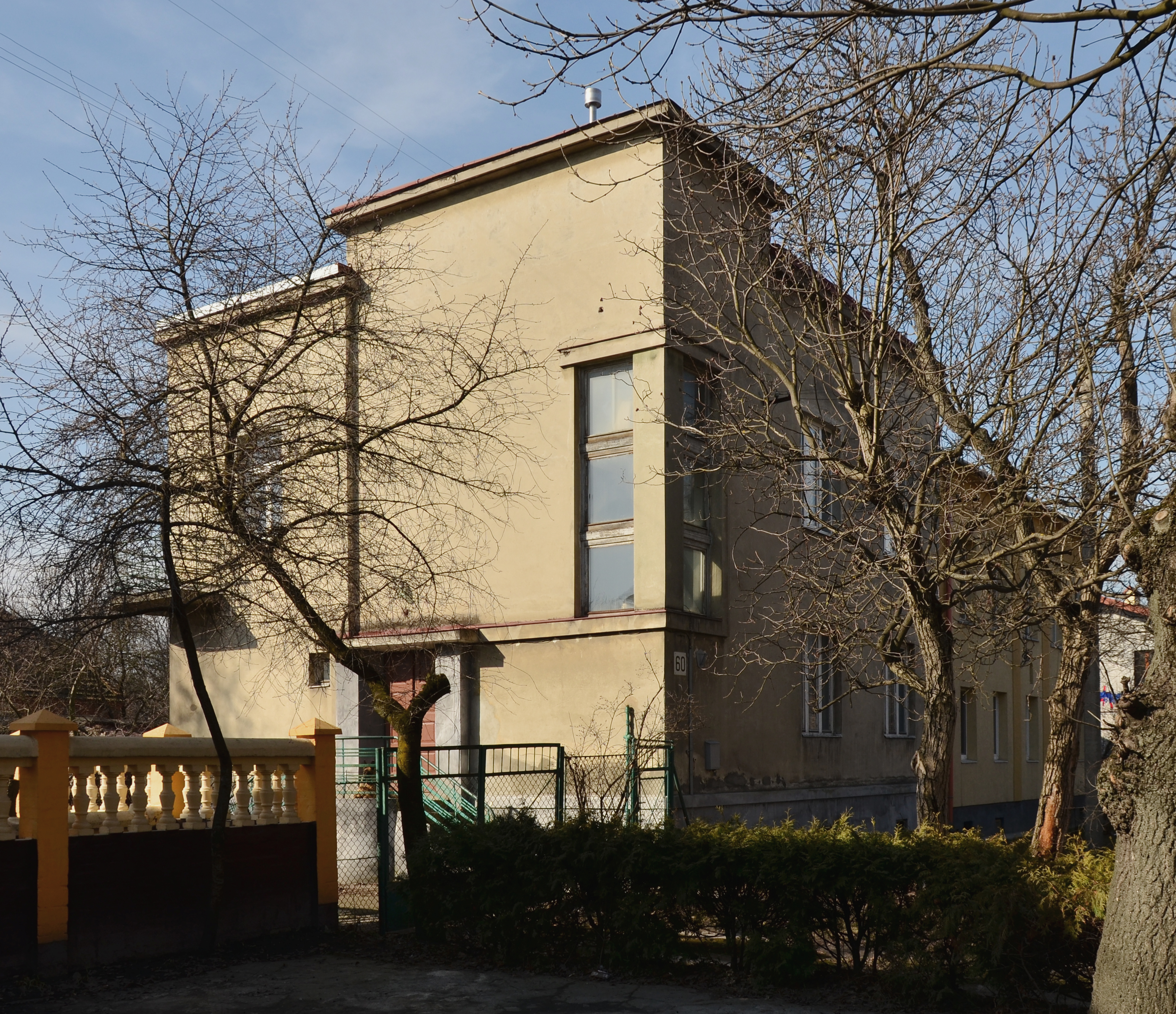
Житловий будинок (вул. Окружна, 60)
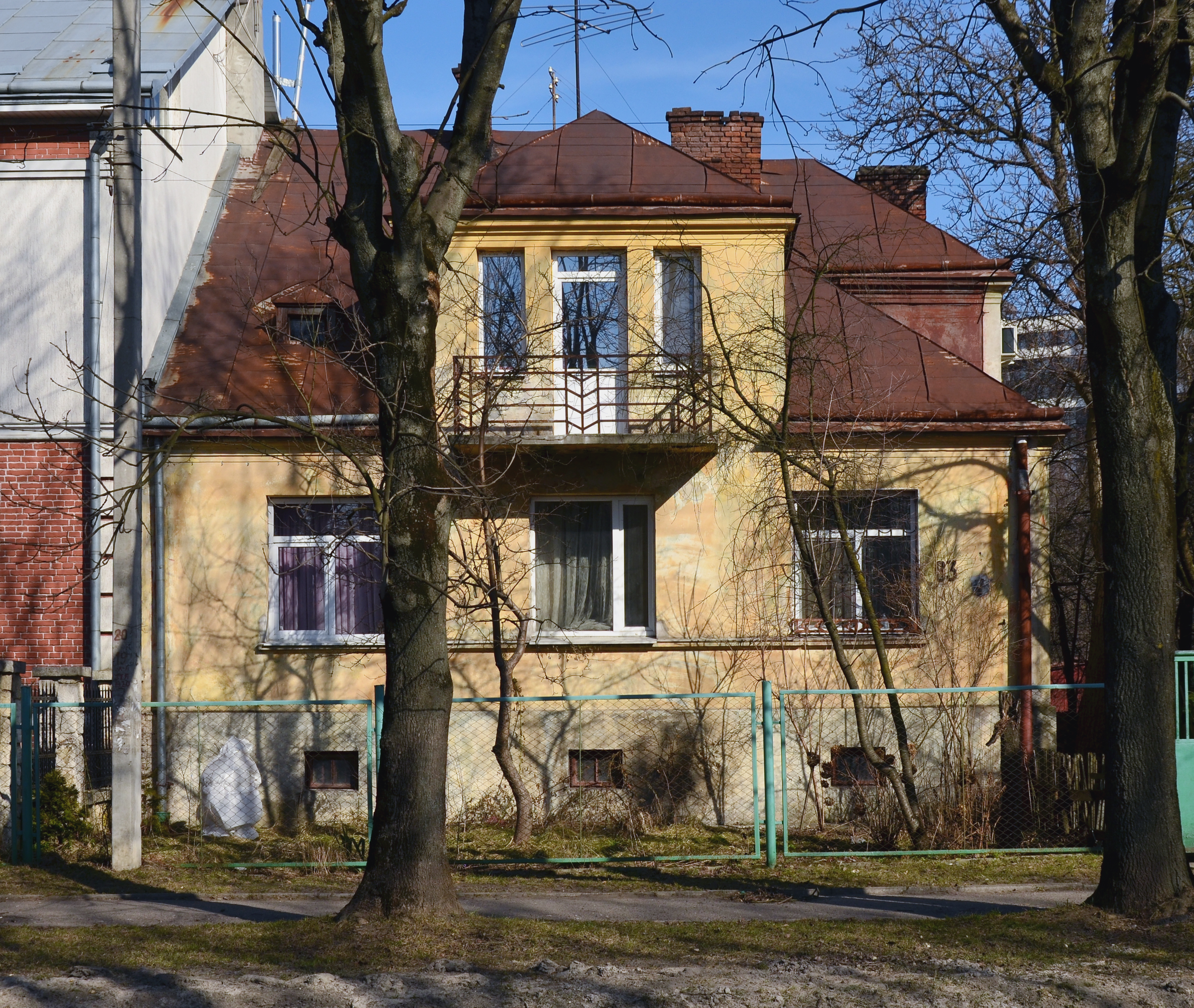
Житловий будинок (вул. Окружна, 63)
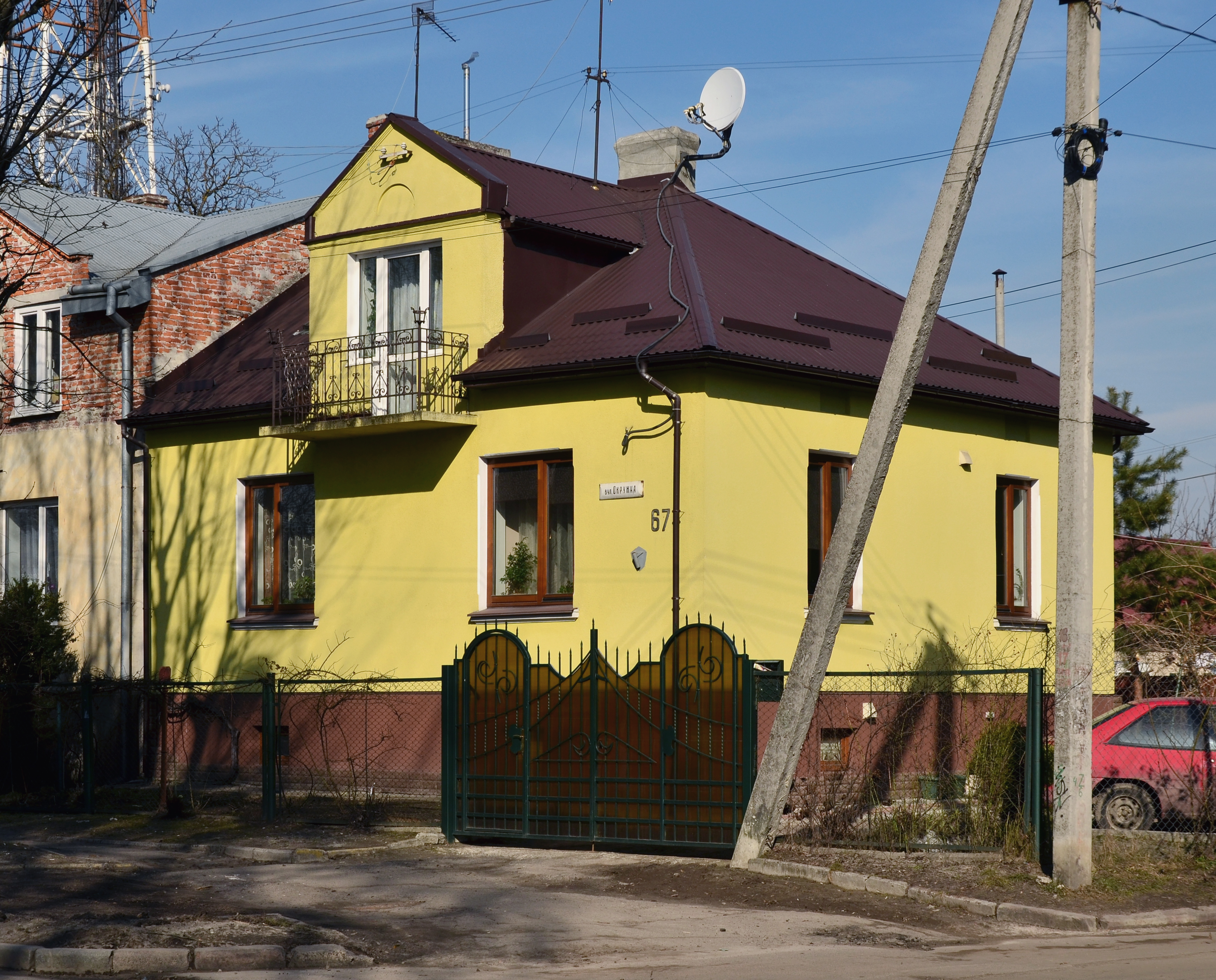
Житловий будинок (вул. Окружна, 67)
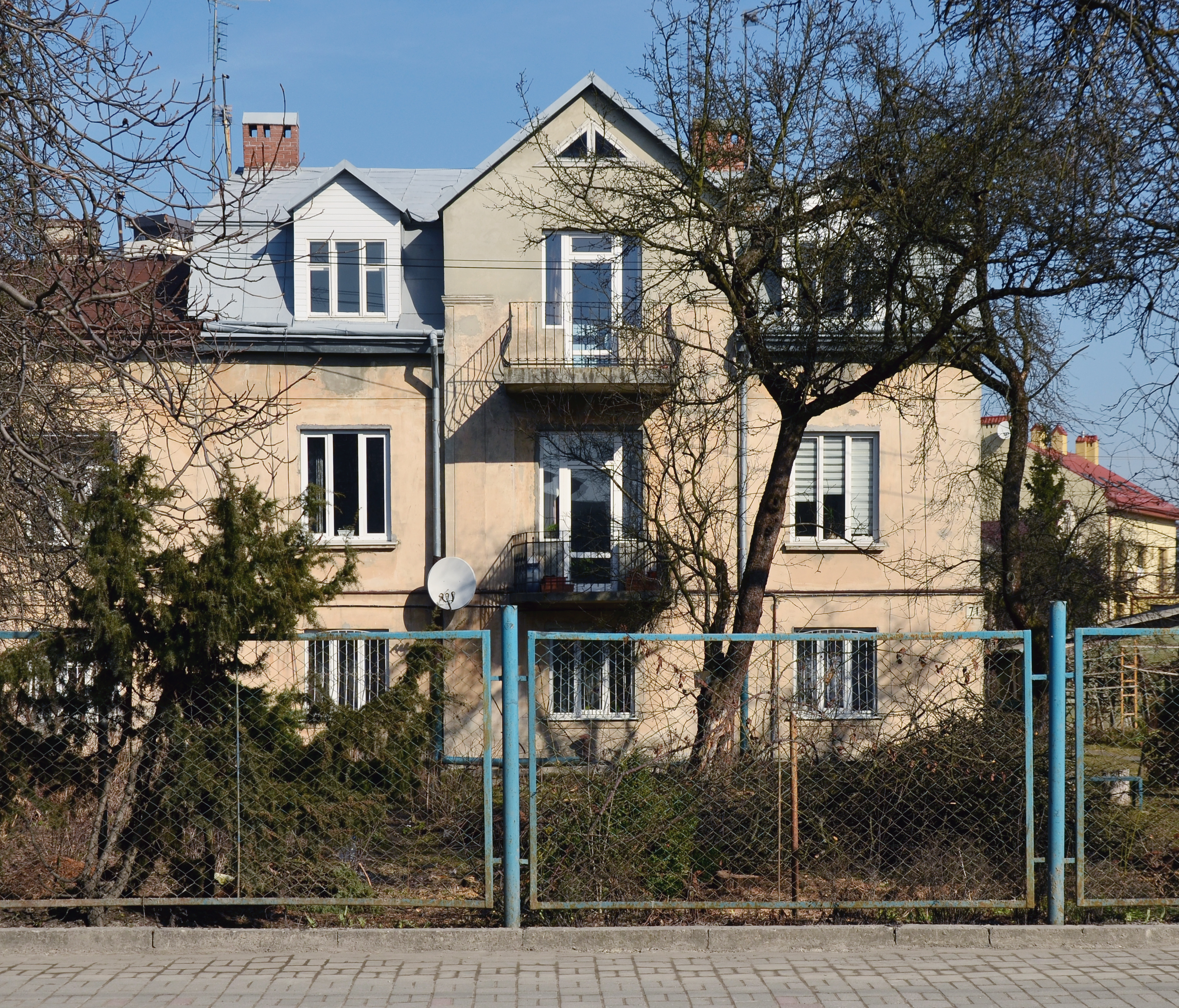
Житловий будинок (вул. Окружна, 71)
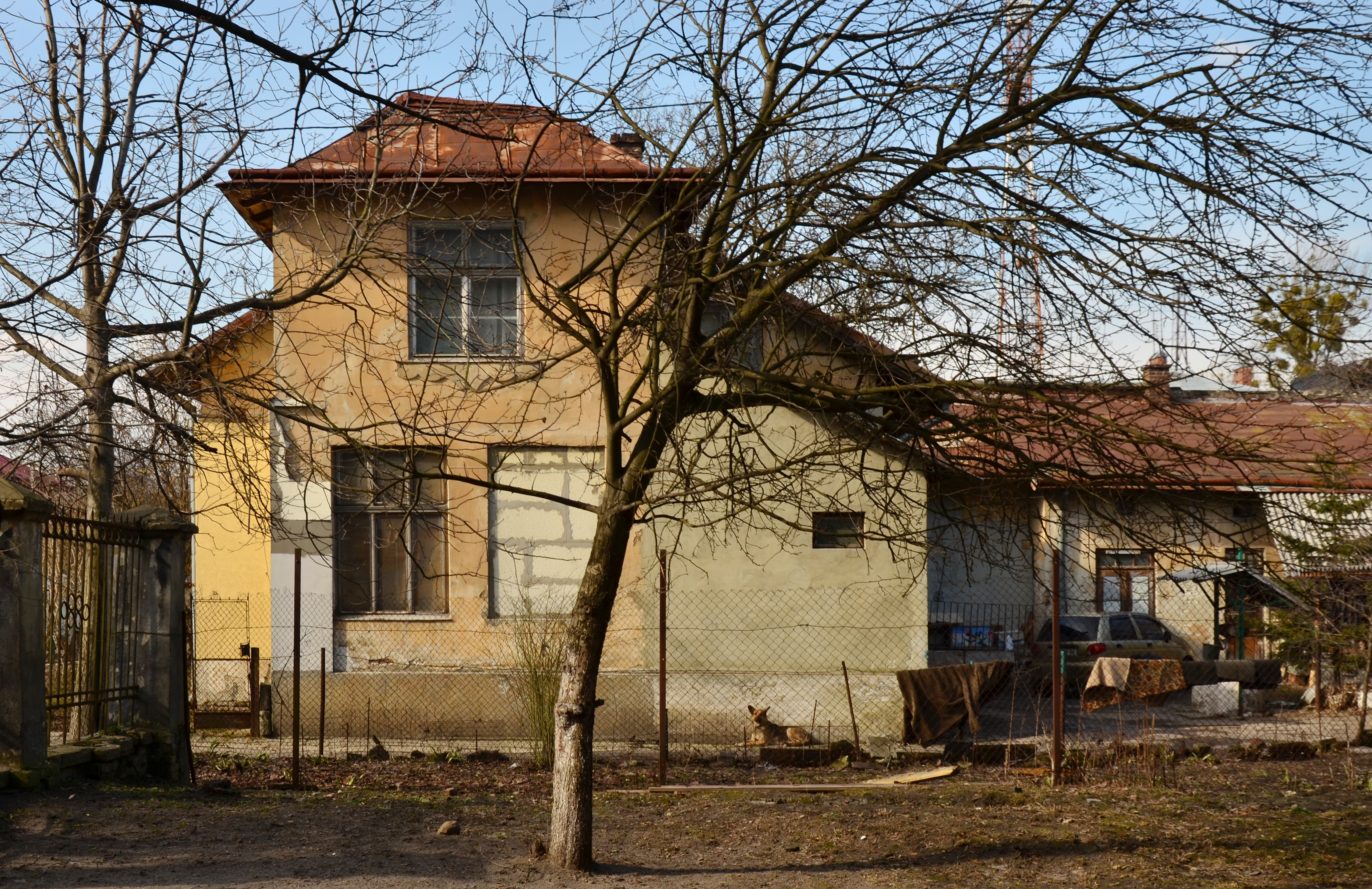
Житловий будинок вул. Окружна, 75)
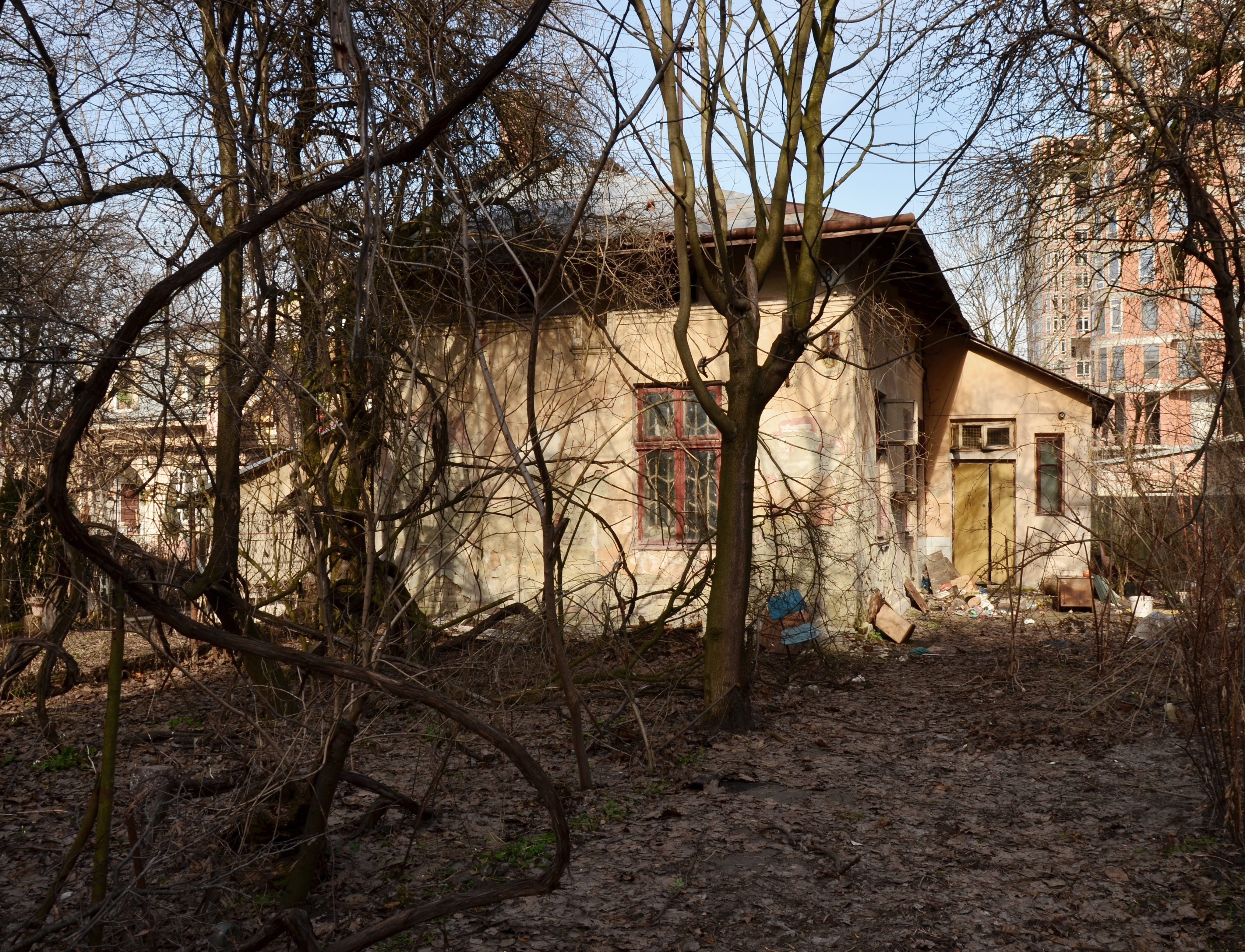
Житловий будинок (вул. Окружна, 81)
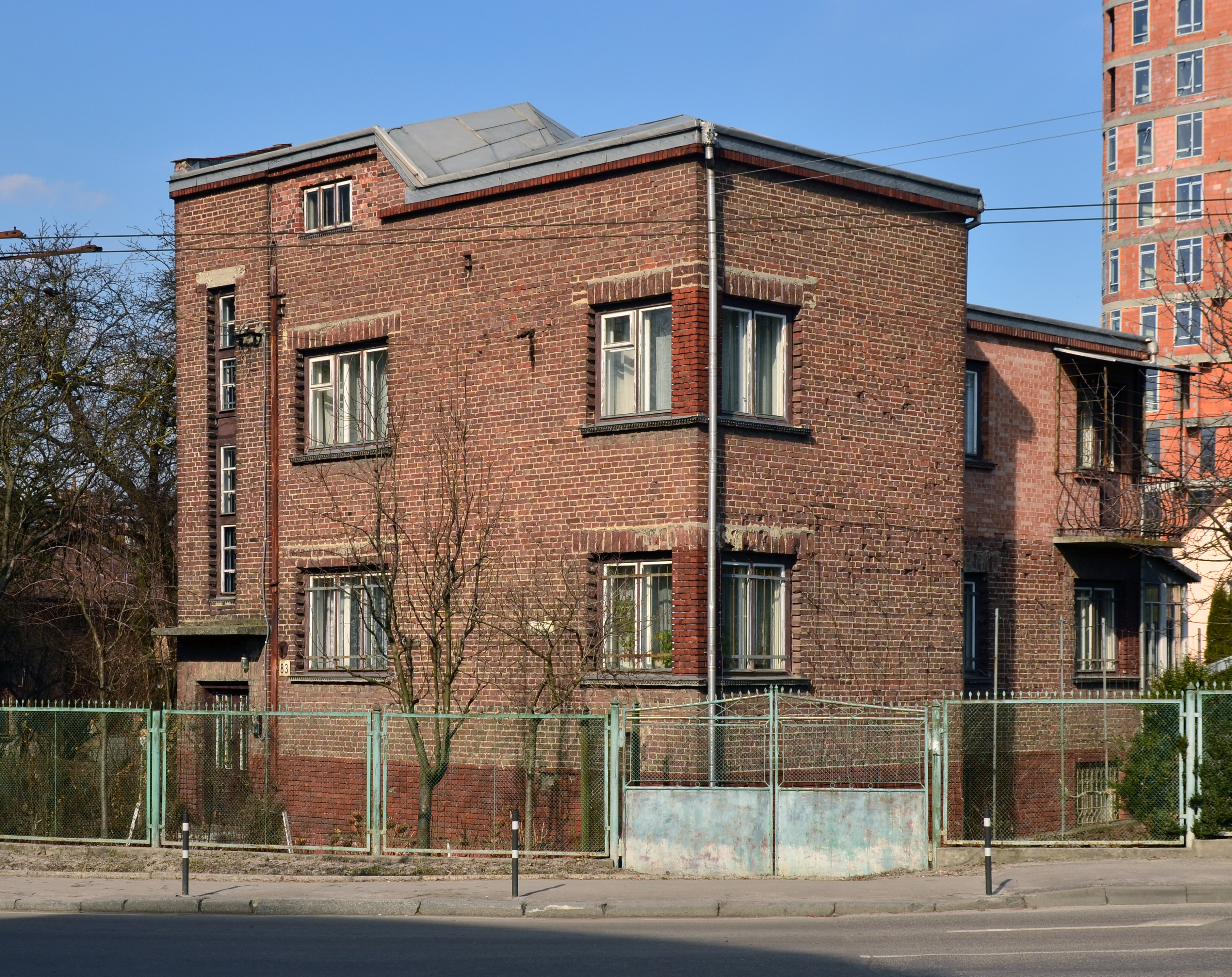
Житловий будинок (вул. Окружна, 83)

## Транспорт
Тролейбус
У 1966—1967 роках, до 49-х річниці Жовтневого перевороту, проклали тролейбусний маршрут № 9, який сполучив центр міста з вул. Окружною. Зупинка «Вулиця Окружна», що на вул. Любінській перед перехрестям з вулицею Окружною, була кінцевою, а до вересня 1971 року цей маршрут подовжено до львівського аеропорту. Того ж 1971 року прокладений ще один — тролейбусний маршрут № 10, який сполучив центр міста з вулицею Прапорною (нинішня вулиця Ряшівська).
9 липня 2018 року призупинив свою роботу тролейбусний маршрут № 10. Від 1 липня 2019 року змінилася нумерація тролейбусних маршрутів у Львові. Згідно цих змін, колишній тролейбусний маршрут № 9 став № 29, а № 10 став № 30. З 10 червня 2020 року було відновлено тролейбусний маршрут № 10, але вже під новим № 30. Станом на жовтень 2024 року вулицею курсує лише тролейбусний маршрут № 30, що сполучає вулиці Університетську та Ряшівську.
Автобус
Під час пандемії COVID-19 було призупинено роботу автобусного маршруту № 33, що сполучав ТРК «Південний» з вулицею Січових Стрільців і відтоді він не обслуговувався. З 9 червня 2025 року автобусний маршрут № 33 відновлено.